# Grand Prix Formule 1 van Brazilië 2013
De Grand Prix Formule 1 van Brazilië 2013 wordt gehouden op 24 november 2013 op het Autódromo José Carlos Pace. Het is de laatste race van het kampioenschap.

## Wedstrijdverslag

### Achtergrond

#### DRS-systeem
Voor het DRS-systeem worden er twee DRS-zones gebruikt. De eerste zone begint voor de flauwe bocht 15 en eindigt voor bocht 1, het detectiepunt voor deze zone bevindt zich na bocht 13. De tweede zone ligt op het rechte stuk tussen bocht 3 en bocht 4, het detectiepunt voor deze zone bevindt zich vlak voor bocht 2. De DRS gaat alleen open als een coureur zich op het de detectiepunt binnen een seconde afstand van zijn voorganger bevindt.

### Kwalificatie
Na een verregende kwalificatie waabij het derde gedeelte van de kwalificatie 45 minuten werd uitgesteld, behaalde Sebastian Vettel voor Red Bull Racing de pole position. Mercedes-coureur Nico Rosberg start naast hem op de eerste startrij, met de Ferrari van Fernando Alonso en Vettels teamgenoot Mark Webber op de tweede rij. De derde startrij wordt gedeeld tussen Rosbergs teamgenoot Lewis Hamilton en de Lotus van Romain Grosjean. De Toro Rosso-coureurs Daniel Ricciardo en Jean-Éric Vergne kwalificeerden zich als zevende en achtste, terwijl de top 10 wordt afgesloten door Alonso's teamgenoot Felipe Massa en de Sauber van Nico Hülkenberg.
Door een crash aan het eind van de tweede kwalificatie moest McLaren-coureur Sergio Pérez zijn versnellingsbak verwisselen, wat hem vijf startplaatsen kostte.

### Race
Sebastian Vettel won de race, waardoor hij een recordaantal van negen overwinningen op een rij neerzette. Vettel evenaarde hiermee het record van Alberto Ascari. Vettel behaalde de serie van negen overwinningen echter in één seizoen terwijl Ascari de zegereeks in twee seizoenen bereikte. Mark Webber eindigde op de tweede plaats in zijn laatste Formule 1-race, terwijl Fernando Alonso als derde eindigde. Jenson Button behaalde met een vierde plaats het beste resultaat voor zijn team McLaren in 2013. Nico Rosberg en Sergio Pérez eindigden de race respectievelijk als vijfde en zesde, voor Felipe Massa, die een drive-through penalty kreeg voor het met vier wielen overschrijden van de witte lijn bij de ingang van de pitstraat. Nico Hülkenberg eindigde als achtste voor Lewis Hamilton, die eveneens een drive-through penalty kreeg na een botsing met de Williams van Valtteri Bottas. Het laatste punt ging naar Daniel Ricciardo.

## Vrije trainingen
- Er wordt enkel de top 5 weergegeven.

| Vrije training 1 | Pos | No | Coureur           | Constructeur            | Tijd     |
| ---------------- | --- | -- | ----------------- | ----------------------- | -------- |
| Vrije training 1 | 1   | 9  | Nico Rosberg      | Mercedes                | 1:24.781 |
| Vrije training 1 | 2   | 10 | Lewis Hamilton    | Mercedes                | 1:25.230 |
| Vrije training 1 | 3   | 1  | Sebastian Vettel  | Red Bull Racing-Renault | 1:25.287 |
| Vrije training 1 | 4   | 5  | Jenson Button     | McLaren-Mercedes        | 1:25.391 |
| Vrije training 1 | 5   | 3  | Fernando Alonso   | Ferrari                 | 1:25.593 |
| Vrije training 2 | Pos | No | Coureur           | Constructeur            | Tijd     |
| Vrije training 2 | 1   | 9  | Nico Rosberg      | Mercedes                | 1:27.306 |
| Vrije training 2 | 2   | 1  | Sebastian Vettel  | Red Bull Racing-Renault | 1:27.531 |
| Vrije training 2 | 3   | 2  | Mark Webber       | Red Bull Racing-Renault | 1:27.592 |
| Vrije training 2 | 4   | 7  | Heikki Kovalainen | Lotus-Renault           | 1:28.129 |
| Vrije training 2 | 5   | 10 | Lewis Hamilton    | Mercedes                | 1:28.147 |
| Vrije training 3 | Pos | No | Coureur           | Constructeur            | Tijd     |
| Vrije training 3 | 1   | 2  | Mark Webber       | Red Bull Racing-Renault | 1:27.891 |
| Vrije training 3 | 2   | 8  | Romain Grosjean   | Lotus-Renault           | 1:28.195 |
| Vrije training 3 | 3   | 7  | Heikki Kovalainen | Lotus-Renault           | 1:28.595 |
| Vrije training 3 | 4   | 17 | Valtteri Bottas   | Williams-Renault        | 1:28.600 |
| Vrije training 3 | 5   | 11 | Nico Hülkenberg   | Sauber-Ferrari          | 1:28.830 |

Testcoureurs:

- Daniil Kvjat (STR-Ferrari, P8)
- James Calado (Force India-Mercedes, P18)
- Rodolfo González (Marussia-Cosworth, P22)

## Kwalificatie
| Pos                 | No | Coureur             | Constructeur            | Q1       | Q2       | Q3       | Grid |
| ------------------- | -- | ------------------- | ----------------------- | -------- | -------- | -------- | ---- |
| 1                   | 1  | Sebastian Vettel    | Red Bull Racing-Renault | 1:25.381 | 1:26.420 | 1:26.479 | 1    |
| 2                   | 9  | Nico Rosberg        | Mercedes                | 1:25.556 | 1:26.626 | 1:27.102 | 2    |
| 3                   | 3  | Fernando Alonso     | Ferrari                 | 1:26.656 | 1:26.590 | 1:27.539 | 3    |
| 4                   | 2  | Mark Webber         | Red Bull Racing-Renault | 1:26.689 | 1:26.963 | 1:27.572 | 4    |
| 5                   | 10 | Lewis Hamilton      | Mercedes                | 1:25.342 | 1:26.698 | 1:27.677 | 5    |
| 6                   | 8  | Romain Grosjean     | Lotus-Renault           | 1:26.453 | 1:26.161 | 1:27.737 | 6    |
| 7                   | 19 | Daniel Ricciardo    | STR-Ferrari             | 1:27.209 | 1:27.078 | 1:28.052 | 7    |
| 8                   | 18 | Jean-Éric Vergne    | STR-Ferrari             | 1:27.124 | 1:27.363 | 1:28.081 | 8    |
| 9                   | 4  | Felipe Massa        | Ferrari                 | 1:26.817 | 1:27.049 | 1:28.109 | 9    |
| 10                  | 11 | Nico Hülkenberg     | Sauber-Ferrari          | 1:26.071 | 1:27.441 | 1:29.582 | 10   |
| 11                  | 7  | Heikki Kovalainen   | Lotus-Renault           | 1:26.266 | 1:27.456 |          | 11   |
| 12                  | 14 | Paul di Resta       | Force India-Mercedes    | 1:26.275 | 1:27.798 |          | 12   |
| 13                  | 17 | Valtteri Bottas     | Williams-Renault        | 1:26.790 | 1:27.954 |          | 13   |
| 14                  | 6  | Sergio Pérez        | McLaren-Mercedes        | 1:26.741 | 1:28.269 |          | 19   |
| 15                  | 5  | Jenson Button       | McLaren-Mercedes        | 1:26.398 | 1:28.308 |          | 14   |
| 16                  | 15 | Adrian Sutil        | Force India-Mercedes    | 1:26.874 | 1:28.586 |          | 15   |
| 17                  | 16 | Pastor Maldonado    | Williams-Renault        | 1:27.367 |          |          | 16   |
| 18                  | 12 | Esteban Gutiérrez   | Sauber-Ferrari          | 1:27.445 |          |          | 17   |
| 19                  | 20 | Charles Pic         | Caterham-Renault        | 1:27.843 |          |          | 18   |
| 20                  | 21 | Giedo van der Garde | Caterham-Renault        | 1:28.320 |          |          | 20   |
| 21                  | 22 | Jules Bianchi       | Marussia-Cosworth       | 1:28.366 |          |          | 21   |
| 22                  | 23 | Max Chilton         | Marussia-Cosworth       | 1:28.950 |          |          | 22   |
| 107% tijd: 1:31.315 |    |                     |                         |          |          |          |      |

## Race
| Pos | No | Coureur             | Constructeur            | Rondes | Tijd/Oorzaak uitval | Grid | Punten |
| --- | -- | ------------------- | ----------------------- | ------ | ------------------- | ---- | ------ |
| 1   | 1  | Sebastian Vettel    | Red Bull Racing-Renault | 71     | 1:32:36.300         | 1    | 25     |
| 2   | 2  | Mark Webber         | Red Bull Racing-Renault | 71     | +10.452             | 4    | 18     |
| 3   | 3  | Fernando Alonso     | Ferrari                 | 71     | +18.913             | 3    | 15     |
| 4   | 5  | Jenson Button       | McLaren-Mercedes        | 71     | +37.360             | 14   | 12     |
| 5   | 9  | Nico Rosberg        | Mercedes                | 71     | +39.048             | 2    | 10     |
| 6   | 6  | Sergio Pérez        | McLaren-Mercedes        | 71     | +44.051             | 19   | 8      |
| 7   | 4  | Felipe Massa        | Ferrari                 | 71     | +49.110             | 9    | 6      |
| 8   | 11 | Nico Hülkenberg     | Sauber-Ferrari          | 71     | +1:04.252           | 10   | 4      |
| 9   | 10 | Lewis Hamilton      | Mercedes                | 71     | +1:12.903           | 5    | 2      |
| 10  | 19 | Daniel Ricciardo    | STR-Ferrari             | 70     | +1 ronde            | 7    | 1      |
| 11  | 14 | Paul di Resta       | Force India-Mercedes    | 70     | +1 ronde            | 12   |        |
| 12  | 12 | Esteban Gutiérrez   | Sauber-Ferrari          | 70     | +1 ronde            | 17   |        |
| 13  | 15 | Adrian Sutil        | Force India-Mercedes    | 70     | +1 ronde            | 15   |        |
| 14  | 7  | Heikki Kovalainen   | Lotus-Renault           | 70     | +1 ronde            | 11   |        |
| 15  | 18 | Jean-Éric Vergne    | STR-Ferrari             | 70     | +1 ronde            | 8    |        |
| 16  | 16 | Pastor Maldonado    | Williams-Renault        | 70     | +1 ronde            | 16   |        |
| 17  | 22 | Jules Bianchi       | Marussia-Cosworth       | 69     | +2 ronden           | 21   |        |
| 18  | 21 | Giedo van der Garde | Caterham-Renault        | 69     | +2 ronden           | 20   |        |
| 19  | 23 | Max Chilton         | Marussia-Cosworth       | 69     | +2 ronden           | 22   |        |
| DNF | 20 | Charles Pic         | Caterham-Renault        | 58     | Ophanging           | 18   |        |
| DNF | 17 | Valtteri Bottas     | Williams-Renault        | 45     | Botsing             | 13   |        |
| DNF | 8  | Romain Grosjean     | Lotus-Renault           | 2      | Motor               | 6    |        |

## Standen na de Grand Prix

### Coureurs
| Positie | Nummer | Rijder           | Team                    | Punten |
| ------- | ------ | ---------------- | ----------------------- | ------ |
| 1       | 1      | Sebastian Vettel | Red Bull Racing-Renault | 397    |
| 2       | 3      | Fernando Alonso  | Ferrari                 | 242    |
| 3       | 2      | Mark Webber      | Red Bull Racing-Renault | 199    |
| 4       | 10     | Lewis Hamilton   | Mercedes                | 189    |
| 5       | 7*     | Kimi Räikkönen   | Lotus-Renault           | 183    |

* Voor zijn blessure reed Kimi Räikkönen met startnummer 7.

### Constructeurs
| Positie | Nummers | Team                    | Rijders                           | Punten |
| ------- | ------- | ----------------------- | --------------------------------- | ------ |
| 1       | 1 2     | Red Bull Racing-Renault | Sebastian Vettel Mark Webber      | 596    |
| 2       | 9 10    | Mercedes                | Nico Rosberg Lewis Hamilton       | 360    |
| 3       | 3 4     | Ferrari                 | Fernando Alonso Felipe Massa      | 354    |
| 4       | 7 8     | Lotus-Renault           | Heikki Kovalainen Romain Grosjean | 315    |
| 5       | 5 6     | McLaren-Mercedes        | Jenson Button Sergio Pérez        | 122    |

## Noot
- Sebastian Vettel won zijn negende opeenvolgende Grand Prix en evenaarde hiermee het record van Alberto Ascari, gevestigd tijdens de Grote Prijs van België van 1953 (de Indianapolis 500 van 1953 wordt hier niet meegerekend als zijnde een Grand Prix; het was toentertijd wél onderdeel van het Formule 1 wereldkampioenschap).
- Vierde (opeenvolgende) wereldtitel voor Sebastian Vettel en de elfde wereldtitel voor een Duitse coureur. Vettel werd hiermee pas de vierde viervoudig wereldkampioen en evenaarde het record van Juan Manuel Fangio (1956), Alain Prost (1993) en Michael Schumacher (2001). Door zijn titel voor de derde keer met succes te verdedigen, evenaarde Vettel het record van Fangio (1957) en Schumacher (2003).